# Xuzhou
Xuzhou (chinois : 徐州 ; pinyin : Xúzhōu) est une ville du nord-est de la province du Jiangsu en Chine. Sa population était de 8 577 225 habitants en 2010.
C'est une commune où se rencontrent les quatre provinces : celles du Jiangsu, du Shandong, du Henan et de l'Anhui.
Cette position géographique particulière lui confère un point stratégique connu dans l'histoire chinoise.
En outre, cette ville possède des caractères économiques et culturelles appartenant à la fois au nord et au sud de la Chine. C'est une ville bien desservie possédant une diversité importante de produits manufacturés.
On y parle le dialecte de Xuzhou du mandarin zhongyuan.

## Histoire
Avec plus de 6 000 ans d'histoire, Xuzhou, autrefois appelé Pengcheng ou "ville de Peng", est la plus ancienne ville de la province de Jiangsu.
Elle était l'un des neuf états sous le règne de l'empereur Yu de la dynastie Xia. À cette époque Xuzhou était le nom d'une vaste région qui s'étendait du mont Tai au nord jusqu'au fleuve Huaihe au sud et jusqu'au fleuve Jaune à l'est et dans laquelle Pengcheng était la ville centrale. Xuzhou a pris ce nom dans la haute antiquité. Xuzhou est devenu "dao" (province), "fu" (préfecture), "zhou" (département).
Aux XVe et XVIe siècles, de nombreux bateaux s'y arrêtèrent à chaque année alors que la ville était un important port de rivière. Toutefois, en l'an 1604 alors que le grand canal fut fermé, Xuzhou commença à décliner. Elle ne regagna de l'importance qu'au début du XXe siècle lorsque les chemins de fer arrivèrent dans la ville.
Plus récemment elle fut le centre d'une importante bataille entre l'armée impériale japonaise et l'armée du Guomingdang durant le mois de mai 1938, dans la seconde année de la guerre sino-japonaise (1937-1945). Puis durant la guerre civile (1945-1949), ses environs furent le lieu d'un important affrontement entre le Kuomintang et le Parti communiste chinois.

## Un rapport à l'eau particulier
Dans l'antiquité, les rivières Sishui et Bianshui y convergeaient parait-il. Cette ville est depuis toujours réputée énigmatique vis-à-vis de l'élément eau[pas clair].
En 602 av. J.-C., sous l'empereur Ding (de la dynastie des Zhou), une première rupture des digues eut lieu et le fleuve Jaune s'est déplacé vers le sud causant l'inondation de Xuzhou. Depuis, sous les dynasties des Han, des Wei, des Tang et des Song, bien que le cours d'eau principal du fleuve Jaune se jette dans la baie de Bohai, dans le centre du Hebei, les catastrophes dans la plaine centrale ont affecté plusieurs fois Xuzhou du fait de la mauvaise réparation des digues.
Zhao Mingqi, expert en culture et en histoire de Xuzhou a dit : « Une plaine alluviale en forme d'éventail a été formé du fait des inondations fréquentes. Cette plaine alluviale a couvert la terre autrefois fertile, et formé un vase inorganique. Cette sorte de sol est inondée lorsqu'il pleut, et est sec le reste du temps. »[réf. nécessaire] Ces catastrophes ont été d'une fréquence très élevée durant des siècles. Tian Bing'e, expert en littéraire et en histoire de Xuzhou a dit encore : « Le fleuve Jaune est arrivé. Couché sur le fleuve Huanghe, il y a toujours une inquiétude pour la vie. »[réf. nécessaire]
Le mot Xu figure dans le Dictionnaire étymologique des caractères et signifie "marcher stablement", décrivant ici en termes imagés les conditions géographiques et géomorphologiques du Xuzhou antique : une grande étendue de terre fertile et la rencontre des rivières Sihui et Bianshui favorables à l'agriculture et la vie.

## Célébrités
Xuzhou fut la ville natale de Liu Bang et la capitale du royaume de Chu occidental sur lequel Xiang Yu régnait. Après la victoire de Liu Bang et la fondation de la dynastie Han, Xuzhou devint un fief de la famille impériale durant plusieurs siècles. C'est vers la fin de la dynastie Han que le nom de Xuzhou fut utilisé pour la première fois lorsque Cao Cao, Premier Ministre de l'époque, nomma un gouverneur de district pour administrer Pengcheng.
Elle fut également la ville natale de plusieurs personnes illustres telles que Liu Yu durant la période des Dynasties du Nord et du Sud, Bai Juyi durant la dynastie Tang, Su Dongpo durant celle des Song, Fang Xiaoru et Fan Jixun durant les Qing, puis Li Keran et Ma Ke.

## Jumelages
- Saint-Étienne (France) depuis le 27 mars 1984
- Newark (États-Unis) depuis le 21 avril 1993
- Handa (Japon) depuis le 27 mai 1993
- Leoben (Autriche) depuis le 29 août 1994
- Bochum (Allemagne) depuis le 16 septembre 1994
- Kropyvnytskyï (Ukraine) depuis le 31 août 1996
- Greater Dandenong (Australie) depuis le 12 septembre 1996
- Riazan (Russie) depuis le 3 mai 1998
- Erfurt (Allemagne) depuis le 26 novembre 2005
- Lanciano (Italie) depuis le 27 août 2006
- Trumbull (États-Unis)
- Osasco (Brésil)

## Subdivisions administratives
La ville-préfecture de Xuzhou exerce sa juridiction sur onze subdivisions - cinq districts, deux villes-districts et quatre xian :
- le district de Yunlong - 云龙区 Yúnlóng Qū ;
- le district de Gulou - 鼓楼区 Gǔlóu Qū ;
- le district de Jiuli - 九里区 Jiǔlǐ Qū ;
- le district de Jiawang - 贾汪区 Jiǎwāng Qū ;
- le district de Quanshan - 泉山区 Quánshān Qū ;
- la ville de Pizhou - 邳州市 Pīzhōu Shì ;
- la ville de Xinyi - 新沂市 Xīnyí Shì ;
- le xian de Tongshan - 铜山县 Tóngshān Xiàn ;
- le xian de Suining - 睢宁县 Suīníng Xiàn ;
- le xian de Pei - 沛县 Pèi Xiàn ;
- le xian de Feng - 丰县 Fēng Xiàn.

## Transports
La ville est desservie par l'aéroport de Xuzhou Guanyin.
Le métro de Xuzhou est en construction, une seule ligne est en service depuis septembre 2019. À terme, il comptera 11 lignes, 117 stations, et 323 km.

## Économie
Dans les années 1950, la ville s'est spécialisée dans l'extraction de charbon et l'industrie lourde. La principale entreprise de Xuzhou est le fabricant de machines de construction XCMG (pour Xuzhou Construction Machinery Group), qui a connu une croissance rapide au point de devenir le premier fabricant d'engins de construction de Chine et quatrième dans le monde, devant son concurrent chinois Sany